# Lumosity
Lumosity är ett onlineprogram som består av spel som påstås förbättra minne, uppmärksamhet, flexibilitet, bearbetningshastighet och problemlösning.

## Historia
Lumos Labs grundades 2005 av Kunal Sarkar, Michael Scanlon och David Drescher. Lumosity.com lanserades 2007 och har i januari 2015 70 miljoner medlemmar.

## Ekonomi
Företaget samlade in 400 000 dollar i kapital från ängelinvesterare under 2007, en serie A på 3 miljoner dollar från Harrison Metal Capital, FirstMark Capital och Norwest Venture Partners under 2008, en serie C på 32,5 miljoner dollar ledd av Menlo Ventures, och en serie D på 31,5 miljoner dollar ledd av Discovery Communications med deltagande från befintliga investerare.

## Effektivitet och rättshistoria
Den 5 januari 2016 gick Lumos Labs med på en förlikning på 50 miljoner dollar (reducerad till 2 miljoner dollar efter ekonomisk verifiering) med Federal Trade Commission på grund av påståenden om falsk reklam för deras produkt. Kommissionen fann att Lumositys marknadsföring "utnyttjade konsumenternas rädsla för åldersrelaterad kognitiv nedgång och antydde att deras spel kunde avvärja minnesförlust, demens och till och med Alzheimers sjukdom", utan att tillhandahålla några vetenskapliga bevis för att stödja sina påståenden. Företaget beordrades att inte göra några påståenden om att dess produkter kan "[förbättra] prestationer i skolan, på jobbet eller inom idrott" eller "[fördröja eller skydda] mot åldersrelaterad försämring av minne eller annan kognitiv funktion, inklusive mild kognitiv funktionsnedsättning, demens eller Alzheimers sjukdom", eller "[minska] kognitiv försämring orsakad av hälsotillstånd, inklusive Turners syndrom, posttraumatiskt stressyndrom (PTSD), ADHD (Attention Deficit Hyperactivity Disorder), traumatisk hjärnskada (TBI), stroke eller biverkningar av kemoterapi", utan "kompetenta och tillförlitliga vetenskapliga bevis".
Det finns inga goda medicinska bevis som stöder påståenden om att minnesträning hjälper människor att förbättra kognitiv funktion.